# Tergniet
Tergniet est un village côtier et une station balnéaire d'Afrique du Sud, situé dans la province du Cap-Occidental.

## Localisation
Traversé par la RN 2, Tergniet est situé au bord de l'océan Indien, à environ 23 km au nord-est de Mossel Bay et à 6 km au sud-ouest de Groot Brakrivier.

## Démographie
Selon le recensement de 2011, Tergniet compte 1 264 habitants (82,04 % de Blancs, 15,90 % de Coloureds et 1,98 % de Noirs). L'afrikaans est la langue maternelle de 89,38 % des habitants.

## Historique
Les Khoïkhoïs furent les premiers habitants de la région. Le premier contact avec les Européens eut lieu en 1488 avec Bartolomeu Dias.
La région reste principalement agricole jusqu'au développement du tourisme.
Lors de construction de la ligne de chemin de fer entre Mossel Bay et George, une partie du domaine foncier de la ferme de Rheeboksfontein fut alors traversé par la voie ferroviaire coupant le domaine en deux parties. Celle située entre la voie et l'océan fut vendue à une dizaine de fermiers d'Oudtshoorn en 1911 pour y faire leur lieu de villégiature. Le secteur comprenant Klein Brakrivier, Fraaiuitsig (quartier intégré dans Klein Brakrivier), Reebok et Tergniet s'est cependant surtout beaucoup développé à partir des années 1970 .

## Tourisme
Située sur la Garden Route, Tergniet est une villégiature comprenant de nombreuses résidences secondaires et des résidences de vacances. La réserve privée de Botlierskop se trouve à proximité ainsi que Seal Island, accessible par bateau pour observer les milliers de phoques et de manchots qu'elle héberge.